# Конституція Ісландії
Конституція Ісландії (ісл. Stjórnarskrá lýðveldisins Íslands) — основний закон Ісландії, що складається з 80 статей у семи розділах. Чинна конституція була затверджена 17 червня 1944 року, відтоді основний закон змінювався сім разів.

## Історія
У 1918 році Ісландія була оголошена незалежним королівством у персональній унії з Данією. У 1944 році за результатами референдуму Ісландія стає суверенною республікою і 17 червня того ж року парламент Ісландії ратифікує нову конституцію.
Після ратифікації конституції сім разів до неї вносилися поправки, в основному за рахунок змін у структурі виборчих округів Ісландії та правил голосування. У 1991 році була реорганізована робота Альтингу. Помітні поправки, що стосуються прав людини, були прийняті в 1995 році.

## Зміст

### Глава 1
Глава перша свідчить, що Ісландія є республікою з парламентською формою правління. Влада Ісландії належить Альтингу і президенту, а судова влада здійснюється судами.

### Глава 2
Друга глава свідчить, що президент обирається народом. Термін повноважень президента починається 1 серпня і завершуються 31 липня через чотири роки.

### Глава 3
Альтинг складається з 63 сенаторів, що обираються таємним народним голосуванням.

### Глава 4
Альтинг скликається на чергову сесію щорічно 1 жовтня або, якщо це свято, на наступний день і засідає до тієї ж дати наступного року, за винятком випадків, коли термін мандата членів Альтингу закінчився раніше або якщо Альтинг був розпущений. Альтинг недоторканний і ніхто не має права порушувати його свободу.

### Глава 5
Згідно з п'ятою главою організація судової системи може бути встановлена тільки законом.

### Глава 6
Євангелічно-лютеранська церква Ісландії є Державною Церквою і як така користується підтримкою й захистом Держави.

### Глава 7
Житло недоторканне. Домашній обшук не може бути проведений, листи або інші документи не можуть бути вилучені або розглянуті інакше, як за наказом судді або за спеціальною постановою закону.